# Niphates digitalis
Niphates digitalis är en svampdjursart som först beskrevs av Jean-Baptiste Lamarck 1814.  Niphates digitalis ingår i släktet Niphates och familjen Niphatidae. Inga underarter finns listade i Catalogue of Life.